# Percy Daggs III
Percy Daggs III, född 20 juli 1982 i Long Beach, Kalifornien, är en amerikansk skådespelare. Daggs är mest känd för sin roll som Wallace Fennel i TV-serien Veronica Mars. Daggs har även medverkat i TV-serierna Hot Pockets och Orbit Gum, samt gästuppträdande i Boston Public, The Guardian, NYPD Blue och The Nightmare Room.